# Cavadinești
Cavadinesti là một xã thuộc hạt Galați, România. Dân số thời điểm năm 2002 là 3587 người.